# Han, hun, Dirch og Dario
Han, hun, Dirch og Dario er et dansk lystspil fra 1962, instrueret af Annelise Reenberg og skrevet af Børge Müller.
Autoforhandleren Poul interesserer sig mere for sportsbiler og unge piger end for sin yndige kone, Marianne. Hun forlader ham og flytter på et muntert pensionat, hvor guitaristen Eigil charmer, og Mario synger så dejligt, at værtindens 16-årige datter smelter.

## Medvirkende
- Ghita Nørby som Marianne
- Ebbe Langberg som Poul
- Dirch Passer som Eigil
- Dario Campeotto som Mario
- Gitte Hænning som Dorte
- Bodil Steen som Jenny
- Hanne Borchsenius som Laura
- Sigrid Horne-Rasmussen som Frederiksen
- Edouard Mielche som Lublinski
- Gabriel Axel som Baptiste
- Asbjørn Andersen
- Axel Strøbye
- Inger Rauf
- Bjørn Puggaard-Müller